# Коручка болотяна
Коручка болотяна, коручка боло́тна (Epipactis palustris) — багаторічна рослина родини зозулинцеві. Рідкісний вид, занесений до Червоної книги України у статусі «Вразливий» та до Червоного списку Міжнародного союзу охорони природи у статусі «Вид поза небезпекою». Малопоширена декоративна культура.

## Назва
Вперше цей вид був описаний Карлом Ліннеєм у 1767 році, втім з'ясувалося, що п'ятьма роками раніше Вільям Гадсон вже привласнив таку саму назву іншій орхідеї, що сьогодні відома як булатка довголиста. Отже назва Ліннея виявилась нечинною. 1768 року англійський ботанік Філіп Міллер надав коручці болотній латинську назву Serapias palustris. Роком пізніше, коли рід Serapias був розділений, Генріх Йоганн Непомук фон Кранц відніс цю рослину до роду Epipactis.

## Опис
Трав'яниста рослина 20–70 см заввишки, гемікриптофіт. Кореневище довге, повзуче, розгалужене. Кожна особина має кілька прямих стебел блідо-зеленого або рожевуватого кольору, у верхній частині злегка запушених. Листки (4–8 штук) чергові, довгасто-яйцеподібні, ланцетні. Нижні завдовжки 10–20 см, верхні — дрібніші, за розміром наближаються до приквітків.
Суцвіття — нещільна багатоквіткова китиця, яка складається з 6–12 квіток. Приквітки довгі, ланцетні. Квітки до 2,5 см завдовжки, звислі. Зовнішні листочки оцвітини ланцетні, 9–11,5 мм завдовжки, зеленкуваті, зсередини зеленкувато-білі або червонуваті, внутрішні — довгасто-яйцеподібні, білуваті, з рожевими смужками; губа довша за зовнішні листочки оцвітини. Зав'язь веретеноподібна, коротко запушена. Насіння дрібне, схоже на пил, у кожному плоді міститься приблизно 4,5 тисячі насінин.

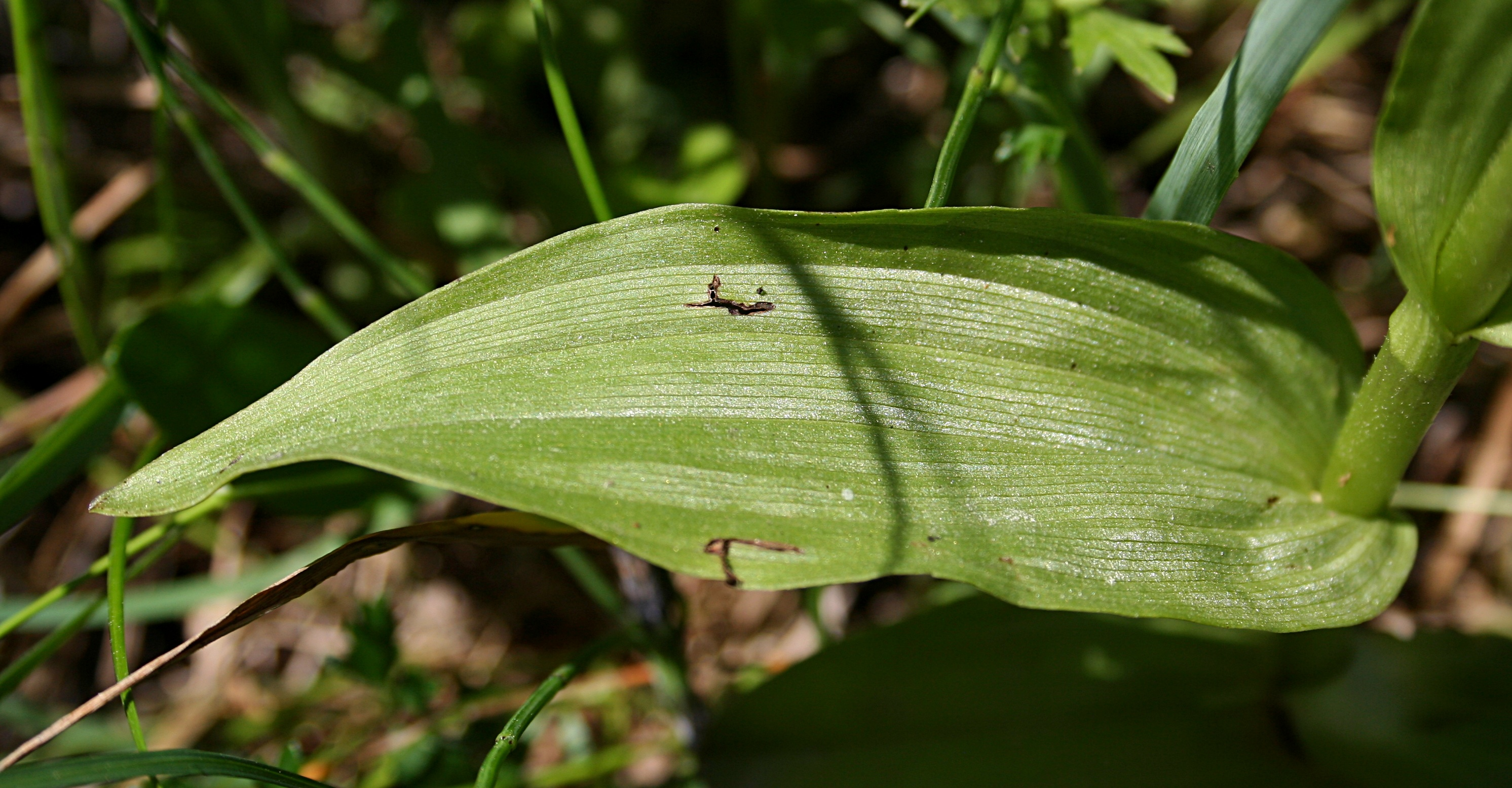
Листок
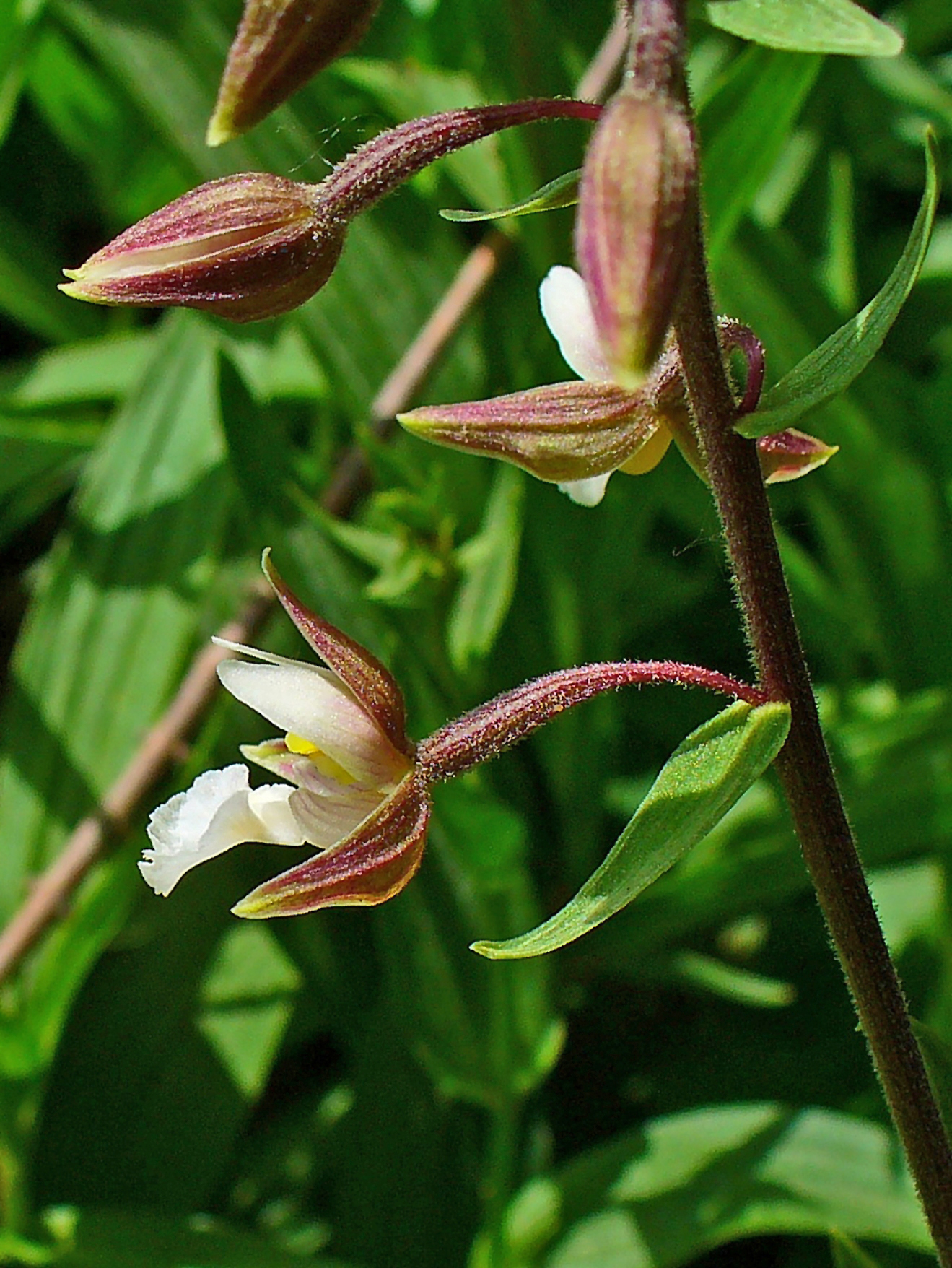
Вигляд квітки збоку
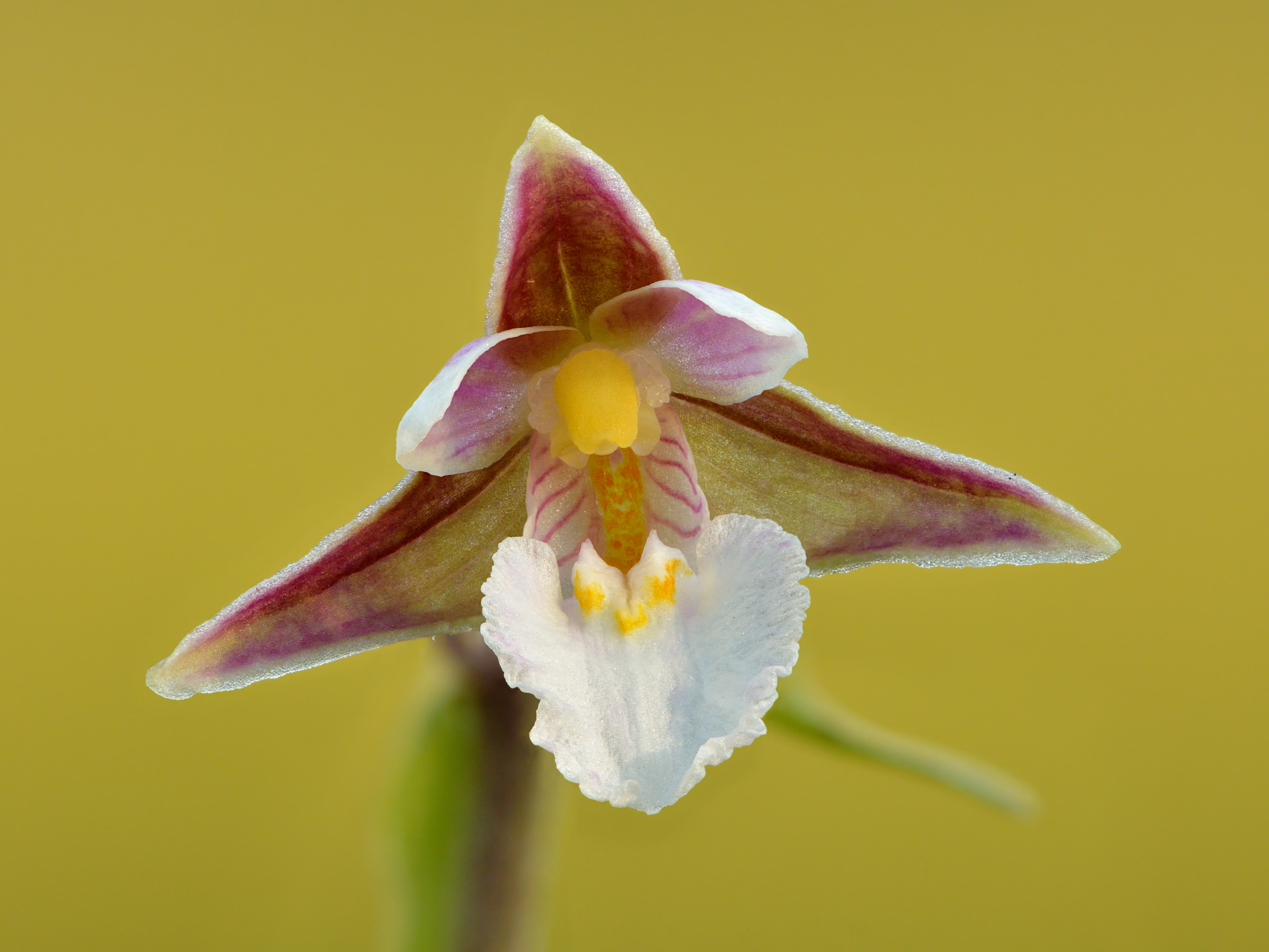
Вигляд квітки спереду
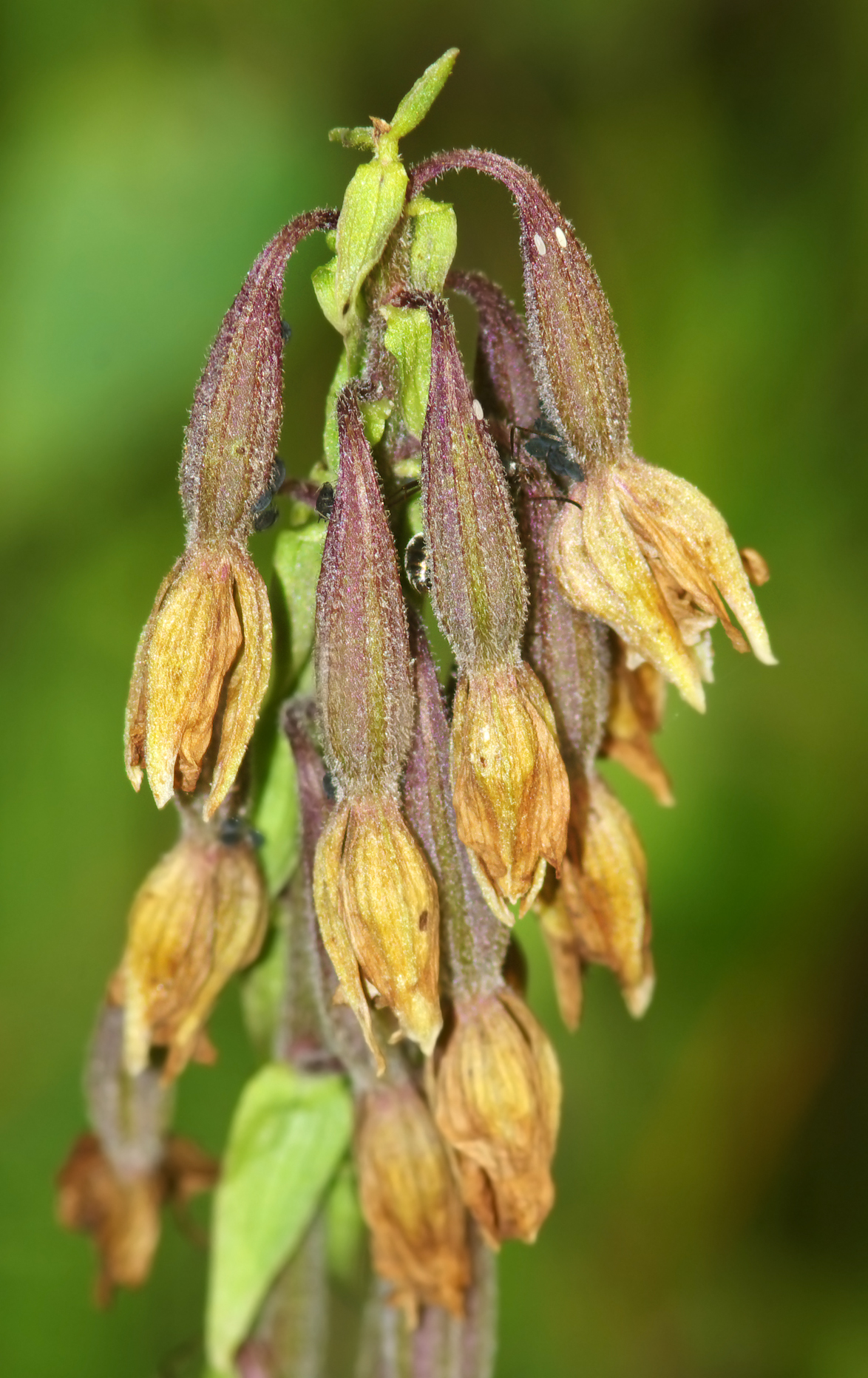
Плоди

## Екологія

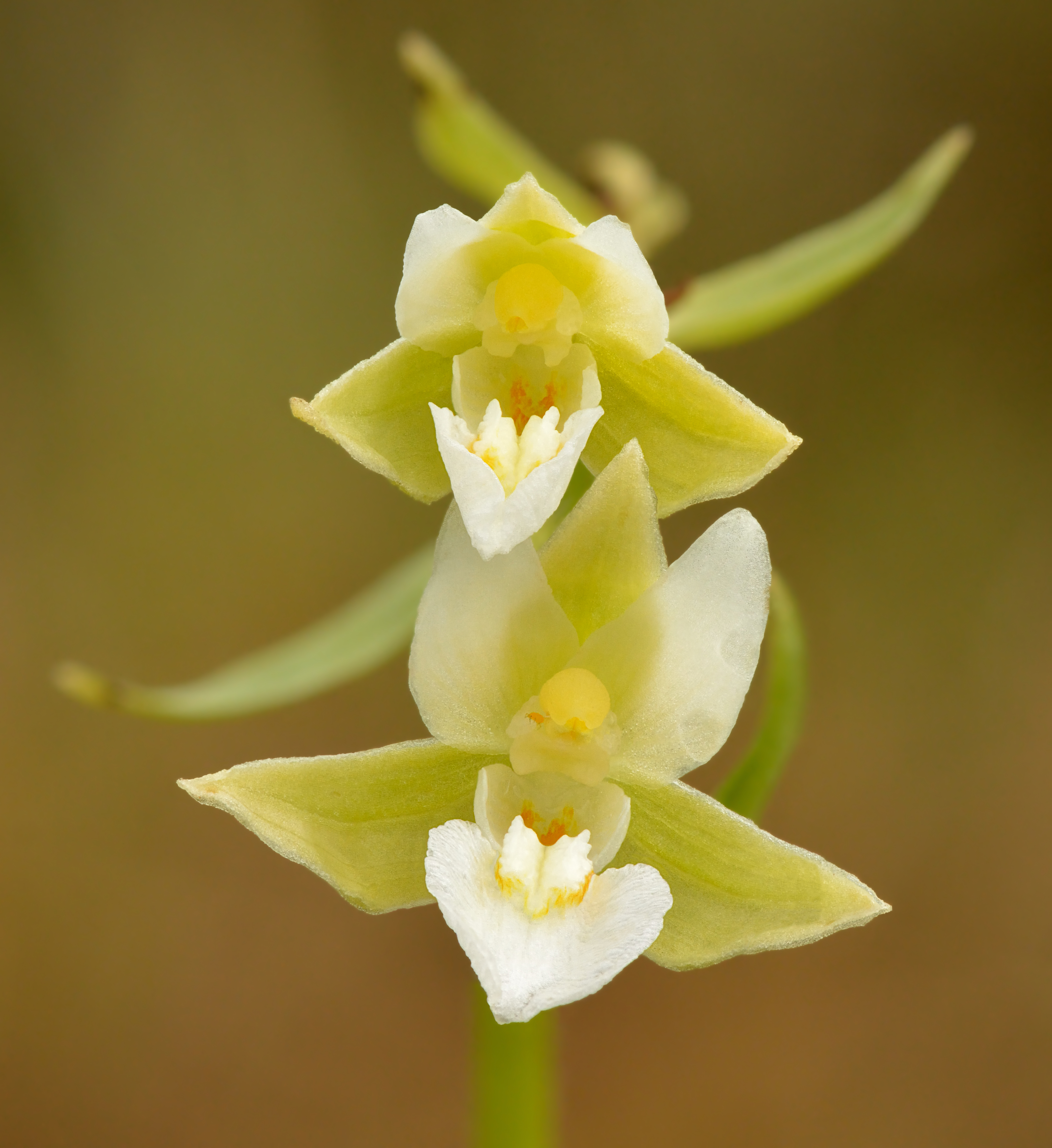
Epipactis palustris var. ochroleuca

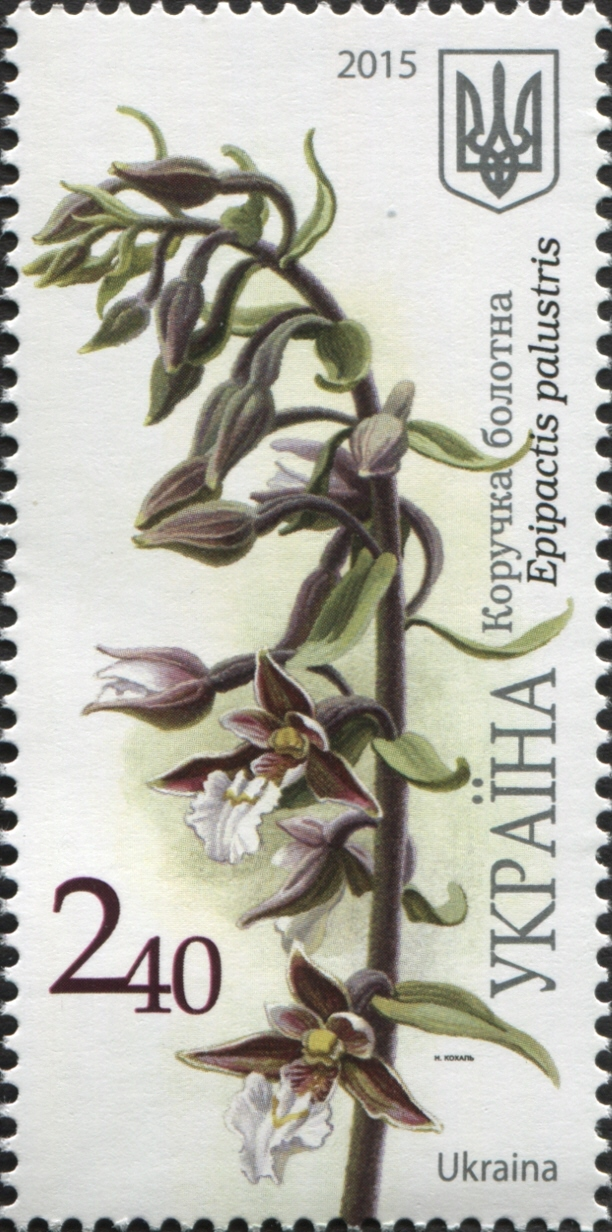
Коручка болотна на поштовій марці України 2015 року

Коручна болотна надає перевагу заторфованим долинам річок, улоговинам, заболоченим схилам з мокрими і сирими торфовоболотними ґрунтами. В Карпатах часто зростає на гірських висячих болотах, в Розточчі и Опіллі — на евтрофних торфових трав'яногіпнових болотах, у Поліссі — на мезотрофних болотах. Інколи трапляється на заростаючих ділянках покинутих торфових кар'єрів. Найкраще розвивається на нейтральних або лужних ґрунтах. Стійка до морозів, але чутлива до висихання ґрунту: за недостатнього зволоження утворює низькі рослини з невеликою кількістю квіток.
Розмножується насінням та вегетативно. Квітне у червні-липні. Коручка болотна запилюється осами, джмелями, мурахами, рідше відбувається самозапилення. Для приваблення запилювачів квітка виділяє п'янкий нектар (його властивості можуть бути зумовлені наявністю дріжджів). Комаха після відвідин декількох квіток не здатна до польоту, а лише повзає, переносячи пилок. Це зумовлює високий відсоток запилених квітів — близько 80 % у суцвітті. Плодоносить у липні-вересні. Схожість насіння становить 70 %. Ця рослина утворює міжвидові гібриди з коручкою темно-червоною і коручкою чемерникоподібною.
Зазвичай популяції цього виду щільні та складаються з особин різного віку, які утворюються вегетативним розмноженням. Повний розвиток рослини від насінини до першого цвітіння триває 10-12 років. Для успішного розвитку сіянець має обов'язково утворити мікоризу, втім доросла рослина не надто залежить від симбіотичних відносин з грибом.

## Поширення
Ареал виду охоплює Середземномор'я, Малу Азію, Кавказ, Західну та Центральну Європу, Крим, Східний Сибір, Гімалаї. В Україні ця орхідея поширена у Поліссі, Карпатах, Розточчі, Опіллі, степових і лісостепових районах.

## Значення та статус виду
Коручка болотна занесена до Додатку II Конвенції про міжнародну торгівлю видами дикої фауни та флори, що перебувають під загрозою зникнення (CITES). За межами України охороняється у Люксембурзі, Бельгії, Франції, Північній Ірландії, Польщі, Росії, Казахстані.
В Україні охороняється у Карпатському, Дунайському, Канівському, Поліському, Ялтинському гірсько-лісовому, Карадазькому, Рівненському заповідниках, Карпатському, Шацькому, Вижницькому, Ужанському національних парках, заповідниках та національних парках «Медобори», «Синевир», «Подільські Товтри» та «Розточчя».
Для збереження виду необхідно запобігати осушенню боліт, надмірному рекреаційному навантаженню та нищівному збиранню квітів для букетів.
Коручку болотну інколи вирощують як декоративну рослину, зокрема в Україні цей вид можна побачити в ботанічному саду Харківського університету та в Національному ботанічному саду ім. М. М. Гришка. Хоча її квіти відносно непоказні, проте мають приємний аромат і довго не в'януть. Висаджують коручку болотну групами навколо водойм або збирають для букетів.

## Синоніми
| - Amesia palustris (L.) A.Nelson & J.F.Macbr. - Arthrochilium palustre (L.) Beck - Calliphyllon palustre (L.) Bubani - Cymbidium palustre (L.) Sw. - Epipactis palustris f. ampla Höppner - Epipactis palustris var. elatior Pantu - Epipactis palustris f. elongata Höppner - Epipactis palustris var. ericetorum Asch. & Graebn. - Epipactis palustris f. ericetorum (Asch. & Graebn.) Soó - Epipactis palustris f. gracilis Höppner - Epipactis palustris f. longibracteata Höppner - Epipactis palustris f. macrostachya Höppner - Epipactis palustris var. ochroleuca Barla - Epipactis palustris var. parvifolia Schur - Epipactis palustris f. pumila Zapal. - Epipactis palustris f. rectilinguis Höppner - Epipactis palustris var. robusta Zapal. - Epipactis palustris f. robusta (Zapal.) Höppner - Epipactis palustris subsp. salina (Schur) K.Richt. | - Epipactis palustris var. silvatica Asch. & Graebn. - Epipactis palustris f. silvatica (Asch. & Graebn.) Höppner - Epipactis palustris f. submersa Glück - Epipactis salina Schur - Helleborine palustris (L.) Schrank - Helleborine palustris (L.) Hill - Helleborine palustris f. ampla (Höppner) Soó - Helleborine palustris var. ericetorum (Asch. & Graebn.) Druce - Helleborine palustris f. ericetorum (Asch. & Graebn.) Soó - Helleborine palustris f. gracilis (Höppner) Soó - Helleborine palustris f. longibracteata (Höppner) Soó - Helleborine palustris f. parvifolia (Schur) Soó - Helleborine palustris f. rectilinguis (Höppner) Soó - Helleborine palustris f. silvatica (Asch. & Graebn.) Soó - Helleborine palustris f. submersa (Glück) Soó - Limodorum palustre (L.) Kuntze - Serapias helleborine var. palustris L. - Serapias longiflora Asso - Serapias palustris (L.) Mill. |